# Крымгужин, Гильметдин Сайфетдинович
Гильметдин Сайфетдинович Крымгужин (1 июля 1927 — 1 февраля 1991) — бригадир тракторной бригады, Герой Социалистического Труда (1966).

## Биография
Гильмитдин Сайфитдинович Крымгужин родился 1 июля 1927 года в д. Илячево Хайбуллинского района БАССР.
Образование — неполное среднее.
Трудовую деятельность начал в 1940 года в колхозе «Янги юл» Хайбуллинского  района. С 1943 по 1951 год работал бригадиром тракторной бригады Хайбуллинской МТС. После окончания в августе 1952 г. Самарской школы механизации
сельского хозяйства назначен мастером производственного обучения. С сентября 1954 г. руководил Япарсазской полеводческой бригадой совхоза «Башкирский»  Зилаирского района БАССР.
В годы восьмой пятилетки (1966-1970) коллектив бригады добился среднегодовой урожайности зерновых культур по 22,7 центнера с гектара, это больше на 12,3 центнера, чем получено в 1961-1965 гг.; в 1970 г. урожайность зерновых по бригаде с площади 1 994 гектара составила 27,2 центнера с гектара, зеленой массы кукурузы с площади 200 гектаров - 280 центнеров. Пятилетний план производства зерна по бригаде выполнен на 180 процентов, вместо 90 тысяч центнеров произведено 169,7 тысячи ц.
В 1966 году Г. С. Крымгужин внедрил поточный метод уборки урожая, вспашки зяби, заготовки кормов. В результате использования новых форм и методов в организации сельскохозяйственного производства в бригаде себестоимость одного центнера зерна снижена на 14 процентов, среднегодовая выработка на один условный трактор в 1966 г. составила 650 гектаров мягкой пахоты, в 1970 г. - 720 га. Обеспечена экономия горюче-смазочных материалов и запасных частей на 7 процентов. В бригаде проводилась большая работа по укреплению кормовой базы для общественного животноводства. Урожайность силосных культур возросла с 96 центнеров в 1965 г. до 280 центнеров в 1970 г., однолетних трав -с 11,2 до 23 центнеров, многолетних трав - с 9,1 до 19 центнеров. В 1970 г. заготовлено 16 300 центнеров сена при плане 10 100, 24 650 центнеров силоса при плане 12 050, 18 500 центнеров соломы при плане 11 100.
За пять лет в бригаде им подготовлено 12 трактористов, 6 комбайнеров, из 45 механизаторов бригады 31 повысили свою квалификацию.
За выдающиеся успехи, достигнутые в развитии сельскохозяйственного производства и выполнении пятилетнего плана продажи государству продуктов земледелия и животноводства, Указом Президиума Верховного Совета СССР от 24 июня 1971 года Г.С. Крымгужину присвоено звание Героя Социалистического Труда.
С сентября 1972 года до выхода на пенсию он работал управляющим Галеевским отделением, бригадиром совхоза.
Депутат Верховного Совета Башкирской АССР восьмого созыва (1971-1975).
Умер 1 февраля 1991 года.

## Награды
- Герой Социалистического Труда (1949)
- Награждён  2 орденами Ленина (1957, 1971).

## Память
Именем Г. С. Крымгужина названа улица в д. Япарсаз РБ.
Установлена мемориальная доска в СДК  с. Матраево Зилаирского района РБ.